# Denis St. George Daly
Pour les articles homonymes, voir Daly.
Denis St. George Daly (Athenry, Comté de Galway, Irlande, 5 septembre 1862 - Chipping Norton, Oxfordshire, Royaume-Uni, 16 avril 1942) est un joueur de polo irlandais. En 1900, il remporta la médaille d'or en polo aux Jeux olympiques de Paris, avec l'équipe des Foxhunters Hurlingham. 